# Return of the Dream Canteen
Return of the Dream Canteen é o décimo terceiro álbum de estúdio da banda de rock alternativo norte-americana Red Hot Chili Peppers, lançado em 14 de outubro de 2022 pela Warner Records. Assim como o último álbum daquele ano, foi produzido por Rick Rubin. É também o segundo álbum do ano após a volta de John Frusciante; os álbuns produzidos durante a saída de Frusciante foram I'm With You (2011) e The Getaway (2016).
O álbum foi precedido pelo single "Tippa My Tongue", lançado em 19 de agosto de 2022, simultaneamente à um videoclipe. Em 23 de setembro de 2022, foi lançado um single promocional, "Eddie".
Foi eleito como o 5º melhor álbum de guitarra de 2022 por leitores da Guitar World.

## Antecedentes
Os Red Hot Chili Peppers escreveram e gravaram o álbum simultaneamente ao álbum anterior, Unlimited Love. Este álbum, por sua vez, marcou o retorno do guitarrista John Frusciante, que saiu do grupo após a gravação de Stadium Arcadium (2006), ou seja, o primeiro álbum após a saída de Josh Klinghoffer, que produzira com a banda os álbuns I'm With You (2011) e The Getaway (2016), este último o primeiro álbum a não ser produzido por Rick Rubin. Com o sucesso comercial, álbum também marcou o retorno da banda às paradas musicais, garantindo ao grupo um disco de platina.
Return of the Dream Canteen foi anunciado durante a turnê de Unlimited Love, em uma apresentação no Empower Field, na cidade de Denver, em 23 de julho de 2022. Foi produzido inteiramente pelo produtor musical Rick Rubin e pelo engenheiro de áudio Ryan Hewitt. É o segundo álbum duplo a ser lançado pelos Chili Peppers em 2022. Será também a primeira vez que a banda lança mais de um álbum em um ano desde sua formação.
Em sua conta oficial do Instagram, os membros disseram que o álbum "representa o melhor da banda", enquanto Flea, baixista dos Chili Peppers, demonstrou estar empolgado com o álbum. O vocalista, Anthony Kiedis, revelava planos de lançar um novo álbum no ano durante o lançamento de Unlimited Love. Em seu site oficial, a banda escreveu sobre as espectativas que tinham para Return of the Dream Canteen:
Nós saímos em busca de nós mesmos como a banda que de alguma forma sempre fomos. Apenas pela diversão, fizemos jams e aprendemos algumas músicas antigas. Pouco tempo depois começamos o misterioso processo de construir novas músicas. Um belo pedaço de química que havia nos unido centenas de vezes durante o caminho. Quando encontramos esse fluxo de som e visão, continuamos minerando. Com o tempo transformado em um elástico na cintura com cuecas de tamanho exagerado, não tínhamos motivos para parar de compor e fazer rock and roll. Parecia um sonho. Quando tudo estava finalizado, nosso amor temperamental um pelo outro e a mágica da música haviam nos presenteado com mais músicas do que sabíamos o que fazer. Bom, aí nós entendemos. Dois discos duplos seguidos. O segundo sendo facilmente tão significativo quanto o primeiro ou vice-versa. ‘Return of the Dream Canteen’ é tudo que somos e sempre sonhamos em ser. Está cheio.— Red Hot Chili Peppers sobre Dream Canteen
Em entrevista para a Billboard sobre o lançamento do single "Tippa My Tongue", o baterista Chad Smith disse: "Nós sempre gravamos mais do que sai em um disco, mas muitas vezes eles são guardados ou inacabados ou outra coisa. Mas acabamos com todos eles. Nós sentimos que tínhamos muitas músicas boas para não lançar outro álbum. Não é como um álbum de lados B ou algo assim. Tudo parecia bom e certo".
O guitarrista, John Frusciante, revelou à Total Guitar que pretendia gravar apenas 20 faixas, porém se viu encorajado a escrever mais e mais canções: "sabe, eu estava pronto para parar quando tínhamos, tipo, umas 20 – eu senti que isso era bom o suficiente. Mas uma coisa levou a outra e alguém continuou me encorajando a continuar trazendo mais músicas. Então, antes que a gente percebesse, tínhamos muito mais músicas já escritas para um disco antes". Frusciante também declarou que a banda havia escrito cerca de 50 faixas no estúdio com o produtor Rick Rubin.

## Lista de faixas
Todas as faixas escritas e compostas por Anthony Kiedis, Flea, John Frusciante e Chad Smith. 
| Return of the Dream Canteen |                           |         |  |
| N.º                         | Título                    | Duração |  |
| 1.                          | "Tippa My Tongue"         | 4:20    |  |
| 2.                          | "Peace and Love"          | 4:03    |  |
| 3.                          | "Reach Out"               | 4:11    |  |
| 4.                          | "Eddie"                   | 5:41    |  |
| 5.                          | "Fake as Fu@k"            | 4:22    |  |
| 6.                          | "Bella"                   | 4:51    |  |
| 7.                          | "Roulette"                | 4:57    |  |
| 8.                          | "My Cigarette"            | 4:24    |  |
| 9.                          | "Afterlife"               | 4:13    |  |
| 10.                         | "Shoot Me a Smile"        | 3:43    |  |
| 11.                         | "Handful"                 | 4:01    |  |
| 12.                         | "The Drummer"             | 3:24    |  |
| 13.                         | "Bag of Grins"            | 5:05    |  |
| 14.                         | "La La La La La La La La" | 3:57    |  |
| 15.                         | "Copperbelly"             | 3:44    |  |
| 16.                         | "Carry Me Home"           | 4:13    |  |
| 17.                         | "In the Snow"             | 5:55    |  |
| Duração total:              | Duração total:            | 75:04   |  |

| Return of the Dream Canteen (edição japonesa) |                        |         |  |
| N.º                                           | Título                 | Duração |  |
| 18.                                           | "The Shape I'm Takin'" | 3:36    |  |
| Duração total:                                | Duração total:         | 78:40   |  |

| Return of the Dream Canteen (edição de turnê) |                                    |         |  |
| N.º                                           | Título                             | Duração |  |
| 18.                                           | "Whatchu Thinkin' (Live in Paris)" |         |  |

## Paradas e posições
| País/Parada (2022)                      | Melhor posição |
| --------------------------------------- | -------------- |
| Austrália (ARIA)                        | 2              |
| Áustria (Ö3 Austria Top 40)             | 1              |
| Bélgica (Ultratop Flandres)             | 2              |
| Bélgica (Ultratop Valônia)              | 2              |
| Canadá (Billboard)                      | 3              |
| República Tcheca (ČNS IFPI)             | 17             |
| Dinamarca (Hitlisten)                   | 27             |
| Países Baixos (Dutch Charts)            | 1              |
| Finlândia (Suomen virallinen lista)     | 4              |
| França (SNEP)                           | 1              |
| Alemanha (Offizielle Deutsche Charts)   | 1              |
| Hungria (MAHASZ)                        | 2              |
| Irlanda (Official Irish Albums)         | 4              |
| Itália (FIMI)                           | 5              |
| Japão (Oricon)                          | 9              |
| Japão (Oricon)                          | 9              |
| Japão (Billboard Japan)                 | 7              |
| Lituânia (AGATA)                        | 62             |
| Nova Zelândia (RMNZ)                    | 1              |
| Noruega (VG-lista)                      | 22             |
| Polónia (ZPAV)                          | 4              |
| Portugal (AFP)                          | 1              |
| Escócia (Official Scottish Albums)      | 3              |
| Espanha (PROMUSICAE)                    | 7              |
| Suécia (Sverigetopplistan)              | 25             |
| Suíça (Schweizer Hitparade)             | 1              |
| Reino Unido (Official Albums Chart)     | 2              |
| Estados Unidos (Billboard 200)          | 3              |
| Estados Unidos (Top Alternative Albums) | 1              |
| Estados Unidos (Top Rock Albums)        | 1              |

## Créditos
Red Hot Chili Peppers
- Anthony Kiedis – vocais
- Flea – baixo
- John Frusciante – guitarra, backing vocals
- Chad Smith – bateria